# Dziedzice z Reigate
Dziedzice z Reigate (ang. The Adventure of the Reigate Squires lub The Adventure of the Reigate Puzzle) – opowiadanie Arthura Conana Doyle’a o przygodach Sherlocka Holmesa. Pierwsza publikacja w The Strand Magazine w czerwcu  1893, następnie w tomie Wspomnienia Sherlocka Holmesa (1894). Ilustrował Sidney Paget. Na liście najlepszych przygód Holmesa ułożonej przez Conana Doyle’a zajmuje miejsce dwunaste.
Inne tytuły polskich przekładów to: Dziedzice z Rejgeth, Panowie z Reigate, Zagadka z Reigate, Łamigłówka z Reigate i Tajemnica morderstwa w Reigate.
Podobnie jak w opowiadaniu Sprawa diabelskiej stopy, Doktor Watson nakłania Holmesa do wyjazdu na urlop, by odpoczął od rozwiązywania zagadek. Zamieszkują u pułkownika Haytera, kolegi Watsona z wojny, w wiejskim zaciszu koło Reigate w hrabstwie Surrey.
Jednak wkrótce po ich przybyciu ma miejsce seria dramatycznych zdarzeń. Wpierw następuje włamanie w posiadłości miejscowego właściciela ziemskiego Actona. Włamywacze przeszukali bibliotekę, zabierając dziwny łup: tom Homera, dwa platerowane świeczniki, przycisk do papieru z kości słoniowej, mały dębowy barometr i kłębek sznurka. Nazajutrz u sędziego Cunninghama zastrzelony zostaje stangret. Nastąpiło to kwadrans przed północą, a zabity był ubrany, jakby oczekiwał wizyty.
Pułkownik wyjaśnia, że Acton i Cunningham toczą proces o kawałek ziemi. Holmes mimo protestów Watsona postanawia zająć się sprawą. Sędzia i jego syn zgodnie twierdzą, że widzieli mordercę uciekającego przez parkan. W dłoni zabitego znaleziono skrawek papieru ze słowami dowiesz się i może oraz godziną, zgodną z czasem jego śmierci. Holmes zauważa, że list pisały na przemian dwie osoby. Reszta listu musi być w kieszeni mordercy. Detektyw domyśla się, kto nim jest, musi jednak zdobyć dowód. Odwraca uwagę zebranych wywróciwszy stolik z karafką wody i półmiskiem z pomarańczami mówiąc: Coś ty narobił, Watsonie! Gdy wszyscy rzucają się zbierać owoce z podłogi, przeprowadza w sąsiednim pokoju rewizję potwierdzającą jego podejrzenia. 

## Ekranizacje
- 1922 odcinek serialu, w którym Holmesa zagrał Eille Norwood (film niemy)[2].
- 1951 odcinek serialu, w którym Holmesa zagrał Alan Wheatley[3].